# Casa de Bjälbo
La Casa de Bjälbo (más conocida como Casa o Dinastía de Folkung) es el nombre que emplean los historiadores contemporáneos para una dinastía noble de Suecia durante la Edad Media, que llegó a reinar en ese país entre 1250 y 1364. Se extendió hacia Noruega, donde gobernó de 1319 a 1387, y reinó brevemente en Dinamarca (1376-1387).
El nombre de Casa de Folkung, empleado sobre todo en las fuentes a partir del siglo XV, parece ser un error histórico y genera confusiones, pues también era el nombre de una familia opositora a los propios Bjälbo. Por ese motivo, los historiadores han propuesto el nombre de Casa de Bjälbo, nombre que hace referencia al más antiguo feudo conocido que la familia poseyó en la localidad de Bjälbo, en el actual municipio de Mjölby, en la provincia de Östergötland.

## Historia
La Casa de Bjälbo dio origen a la mayor parte de los jarls suecos de los siglos XII y XIII: Folke el Gordo, Birger Brossa, Carlos el Sordo, Ulf Fase y Birger Jarl entre ellos.
Con Birger jarl, la dinastía se emparentó con la familia real, al casarse aquel con la princesa Ingeborg, hermana de Erico XI Eriksson. Al no contar el rey con hijos, su sucesor sería su sobrino Valdemar, hijo de Birger jarl.
Un miembro de la Casa de Bjälbo, el poderoso duque Erik Magnusson, casó con una hija del rey Haakon V de Noruega. En 1319, cuando el rey falleció sin descendientes varones, su nieto Magnus Eriksson, hijo de Erik, le sucedió en el trono. Magnus también fue elegido rey de Suecia ese mismo año, y los dos reinos constituyeron una unión personal.
El hijo de Magnus, Haakon, heredó la corona de Noruega y se casó en 1363 con Margarita Valdemardatter, la hija de Valdemar IV Atterdag, rey de Dinamarca, como parte de una negociación política. En 1376, Olaf, el hijo de Haakon y Margarita, sucedió en el trono danés a su abuelo Valdemar, quien no tenía hijos varones. Como Olaf era también heredero de Noruega, en 1380, Dinamarca y Noruega quedaron unidas bajo el mismo soberano.
La dinastía gobernó en Suecia hasta 1364, año en que Magnus Eriksson fue depuesto. Olaf se convirtió entonces en el único heredero real de los Bjälbo, pero falleció prematuramente en 1387. Los siguientes monarcas de los tres reinos nórdicos serían en un principio descendientes de la línea femenina de la casa.

## Reyes de Suecia
- Valdemar I Birgersson (1250-1275)
- Magnus III Ladulás (1275-1290)
- Birger I Magnusson (1290-1319)
- Magnus IV Eriksson (1319-1364)
- Erik XII Magnusson (correy) (1356-1359)
- Haakon II Magnusson (correy) (1359-1364)

## Reyes de Noruega
- Magnus VII Eriksson (1319-1355)
- Haakon VI Magnusson (1355-1380)
- Olaf IV Håkonsson (1380-1387)

## Reyes de Dinamarca
- Olaf III (1376-1387)